# Le Samyn 2013
La Le Samyn 2013, quarantacinquesima edizione della corsa, valida come evento del circuito UCI Europe Tour 2013 categoria 1.1, fu disputata il 27 febbraio 2013 per un percorso di 206,3 km. Fu vinta dal russo Aleksej Catevič, al traguardo in 5h05'19" alla media di 40,54 km/h.
Furono 129 in totale i ciclisti che portarono a termine il percorso.

## Squadre partecipanti
| N.      | Cod. | Squadra                     |
| ------- | ---- | --------------------------- |
| 1-8     | FDJ  | FDJ                         |
| 11-18   | LTB  | Lotto-Belisol Team          |
| 21-28   | SKY  | Sky Procycling              |
| 31-38   | ALM  | AG2R La Mondiale            |
| 41-48   | VCD  | Vacansoleil-DCM             |
| 51-58   | KAT  | Katusha Team                |
| 61-68   | COF  | Cofidis, Solutions Crédits  |
| 71-78   | EUC  | Team Europcar               |
| 81-88   | SOJ  | Sojasun                     |
| 91-98   | CRE  | Crelan-Euphony              |
| 101-108 | TSV  | Topsport Vlaanderen-Baloise |
| 111-118 | AJW  | Accent.jobs-Wanty           |
| 121-128 | TNE  | Team NetApp-Endura          |

| N.      | Cod. | Squadra                   |
| ------- | ---- | ------------------------- |
| 131-138 | BSE  | Bretagne-Séché            |
| 141-148 | UHC  | UnitedHealthcare          |
| 151-158 | MTN  | MTN-Qhubeka               |
| 161-168 | PWC  | Pôle Continental Wallon   |
| 171-178 | DOL  | Doltcini-Flanders         |
| 181-188 | WIL  | Vérandas Willems          |
| 191-198 | TWJ  | To Win-Josan Cycling Team |
| 201-208 | RLM  | Roubaix-Lille Métropole   |
| 211-218 | CMD  | Colba-Superano Ham        |
| 221-228 | SKT  | An Post-ChainReaction     |
| 231-238 | CCB  | Colorcode-Biowanze        |
| 241-248 | WBC  | Wallonie-Bruxelles        |

## Ordine d'arrivo (Top 10)
| Pos. | Corridore          | Squadra          | Tempo    |
| ---- | ------------------ | ---------------- | -------- |
| 1    | Aleksej Catevič    | Katusha Team     | 5h05'19" |
| 2    | Kris Boeckmans     | Vacansoleil      | s.t.     |
| 3    | Adrien Petit       | Cofidis          | s.t.     |
| 4    | Kenny Dehaes       | Lotto-Belisol    | s.t.     |
| 5    | Kristian Sbaragli  | MTN-Qhubeka      | s.t.     |
| 6    | Alessandro Bazzana | UnitedHealthcare | s.t.     |
| 7    | Scott Thwaites     | NetApp-Endura    | s.t.     |
| 8    | Andreas Stauff     | MTN-Qhubeka      | s.t.     |
| 9    | Chris Sutton       | Sky Procycling   | s.t.     |
| 10   | Marco Haller       | Katusha Team     | s.t.     |